# کنوانسیون اوسپار

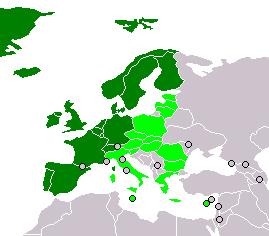
سبز تیره:کشور های عضو کنواسیون اوسپارسبز روشن:دیگر اعضای اتحادیه اروپا

کنوانسیون اوسپار (انگلیسی: OSPAR Convention) یا کنوانسیون حفاظت از محیط زیست دریایی شمال شرق اقیانوس اطلس، سند قانونی است که در حال حاضر همکاری‌های بین‌المللی در زمینه حفاظت از محیط زیست در شمال شرقی اقیانوس اطلس را تنظیم می‌کند. این کنوانسیون، متشکل از نمایندگان ۱۵ کشور امضاکننده و نمایندگان کمیسیون اروپا به نمایندگی از اتحادیه اروپا، مدیریت می‌شود.
کنوانسیون اوسپار در ۲۲ سپتامبر ۱۹۹۲ در پاریس منعقد شد. این کنوانسیون شامل کنوانسیون ۱۹۷۲ اسلو در مورد تخلیه زباله در دریا و کنوانسیون ۱۹۷۴ پاریس در مورد منابع زمینی آلودگی دریایی می‌باشد که محتوای آنها را ترکیب و به روز می‌کند. این نام نیز ترکیبی از «اسلو» و «پاریس» را دربر گرفته‌است.

## تاریخچه
این کنوانسیون در نشست وزیران مربوط به کمیسیون‌های اسلو و پاریس در ۲۲ سپتامبر ۱۹۹۲ جهت امضاء کشورهای عضو در پاریس گشوده شد و توسط کلیه کشورهای مربوطه شامل بلژیک، دانمارک، جامعه اروپا، فنلاند، فرانسه، آلمان، ایسلند، ایرلند، هلند، نروژ، پرتغال، اسپانیا، سوئد و پادشاهی متحده بریتانیای کبیر و ایرلند شمالی و همچنین توسط لوکزامبورگ و سوئیس امضا و تصویب گردید. کنوانسیون اوسپار در ۲۵ مارس ۱۹۹۸ لازم‌الاجرا شد و جایگزین کنوانسیون‌های اسلو و پاریس گردید، اما تصمیم‌گیری‌ها و سایر موافقت‌نامه‌های اتخاذ شده بر اساس آن کنوانسیون‌ها همچنان قابل اجرا هستند، مگر اینکه با اقدامات جدید اتخاذ شده در کنوانسیون اوسپار لغو شوند.